# Rising Star Games
Rising Star Games es una distribuidora de videojuegos creada en 2004 como una empresa conjunta o empresa mixta entre la distribuidora escandinava Bergsala y la desarrolladora japonesa Intergrow. La empresa cuenta con sedes en Hitchin (Hertfordshire, Inglaterra) y en California (Estados Unidos).
La empresa se enfoca en publicar títulos de compañías de videojuegos japonesas en los mercados europeo, australiano y estadounidense, de manera que ahora tiene un amplio rango de productos de desarrolladoras de todo el mundo. Hasta el momento, la empresa ha publicado 105 títulos para Wii, Nintendo DS, Nintendo 3DS, PlayStation Portable, PlayStation 2, PlayStation 3, Xbox 360 y PC.
A finales de 2007, la empresa se vio envuelta en la controversia de la censura de la versión europea de No More Heroes, aunque más tarde fue revelado que la decisión fue tomada por la empresa matriz y la desarrolladora Grasshopper Manufacture de lanzar la versión censurada en Europa a diferencia de lo realizado en Norteamérica.
En 2012, Rising Star Games anunció la apertura de Rising Star Games USA, donde los lanzamientos estadounidenses serían publicados.

## Videojuegos
| Nombre del videojuego                          | Año  | Plataforma(s)                     |
| ---------------------------------------------- | ---- | --------------------------------- |
| Tulpa                                          | 2015 | Microsoft Windows, Linux, Mac OS  |
| The Marvellous Miss Take                       | 2014 | Microsoft Windows, Mac OS         |
| Kromaia                                        | 2014 | Microsoft Windows                 |
| TRI: Of Friendship and Madness                 | 2014 | Microsoft Windows, Linux, Mac OS  |
| Sorcery Saga: Curse of the Great Curry God     | 2014 | PlayStation Vita                  |
| Hometown Story                                 | 2014 | Nintendo 3DS                      |
| Cloudbuilt                                     | 2014 | Microsoft Windows                 |
| Hakuoki: Memories of the Shinsengumi           | 2013 | Nintendo 3DS                      |
| Deadly Premonition: The Director's Cut         | 2013 | PlayStation 3, Microsoft Windows  |
| Beyblade: Evolution                            | 2013 | Nintendo 3DS                      |
| Around the World with Hello Kitty & Friends    | 2013 | Nintendo 3DS                      |
| Super Black Bass 3D                            | 2013 | Nintendo 3DS                      |
| Girls' Fashion Shoot                           | 2013 | Nintendo 3DS                      |
| Virtue's Last Reward                           | 2012 | Nintendo 3DS, PlayStation Vita    |
| Under Defeat HD Deluxe Edition                 | 2012 | Xbox 360, PlayStation 3           |
| Jewel Master: Cradle of Egypt 2                | 2012 | Nintendo DS                       |
| Shifting World                                 | 2012 | Nintendo 3DS                      |
| Harvest Moon: The Tale of Two Towns            | 2012 | Nintendo 3DS, Nintendo DS         |
| To-Fu Collection                               | 2012 | Nintendo DS                       |
| Blazing Souls Accelate                         | 2012 | PlayStation Portable              |
| Rune Factory Oceans                            | 2012 | PlayStation 3                     |
| Akai Katana                                    | 2012 | Xbox 360                          |
| Cradle of Rome 2                               | 2012 | Nintendo 3DS                      |
| Bit.Trip Saga                                  | 2012 | Nintendo 3DS                      |
| Bit.Trip Complete                              | 2012 | Wii                               |
| Cradle of Persia                               | 2012 | Nintendo DS                       |
| The King of Fighters XIII                      | 2011 | Xbox 360, PlayStation 3           |
| DoDonPachi Resurrection                        | 2011 | Xbox 360                          |
| Cradle of Rome 2                               | 2011 | Nintendo DS                       |
| Rune Factory 3: A Fantasy Harvest Moon         | 2011 | Nintendo DS                       |
| Harvest Moon DS: Grand Bazaar                  | 2011 | Nintendo DS                       |
| Loving Life with Hello Kitty and Friends       | 2011 | Nintendo DS                       |
| Jewel Legends: Tree of Life                    | 2011 | Nintendo DS                       |
| Pucca Power Up                                 | 2011 | Nintendo DS                       |
| Cradle of Rome and Cradle of Egypt Double Pack | 2011 | Nintendo DS                       |
| Deathsmiles                                    | 2011 | Xbox 360                          |
| Avalon Code                                    | 2010 | Nintendo DS                       |
| Deadly Premonition                             | 2010 | Xbox 360                          |
| Eldar Saga                                     | 2010 | Wii                               |
| Ivy the Kiwi?                                  | 2010 | Wii, Nintendo DS                  |
| Rune Factory 2: A Fantasy Harvest Moon         | 2010 | Nintendo DS                       |
| Pang: Magical Michael                          | 2010 | Nintendo DS                       |
| Jewel Master: Cradle of Egypt                  | 2010 | Nintendo DS                       |
| No More Heroes 2: Desperate Struggle           | 2010 | Wii                               |
| Rune Factory Frontier                          | 2010 | Wii                               |
| Fragile Dreams: Farewell Ruins of the Moon     | 2010 | Wii                               |
| Steal Princess                                 | 2010 | Nintendo DS                       |
| Way of the Samurai 3                           | 2010 | Xbox 360, PlayStation 3           |
| Half-Minute Hero                               | 2010 | PlayStation Portable              |
| Animal Kororo                                  | 2010 | Nintendo DS                       |
| Muramasa: The Demon Blade                      | 2009 | Wii                               |
| Harvest Moon: Tree of Tranquility              | 2009 | Wii                               |
| Animal Kororo                                  | 2009 | Nintendo DS                       |
| Rygar: The Battle of Argus                     | 2009 | Wii                               |
| Valhalla Knights 2                             | 2009 | PlayStation Portable              |
| Angel Cat Sugar                                | 2009 | Nintendo DS                       |
| Lux-Pain                                       | 2009 | Nintendo DS                       |
| Little King's Story                            | 2009 | Wii                               |
| Populous DS                                    | 2009 | Nintendo DS                       |
| Rune Factory: A Fantasy Harvest Moon           | 2009 | Nintendo DS                       |
| XG Blast!                                      | 2009 | Nintendo DS                       |
| Colour Cross                                   | 2008 | Nintendo DS                       |
| Jewel Master: Cradle of Rome                   | 2008 | Nintendo DS                       |
| Dungeon Maker                                  | 2008 | PlayStation Portable, Nintendo DS |
| Flower, Sun, and Rain                          | 2008 | Nintendo DS                       |
| R-Type Tactics                                 | 2008 | PlayStation Portable              |
| Baroque                                        | 2008 | PlayStation 2, Wii                |
| Bakushow                                       | 2008 | Nintendo DS                       |
| Growlanser: Heritage of War                    | 2008 | PlayStation 2                     |
| Ecolis - Save the Forest                       | 2008 | Nintendo DS                       |
| Dungeon Explorer: Warriors of Ancient Arts     | 2008 | Nintendo DS, PlayStation Portable |
| Bomberman Land                                 | 2008 | Wii                               |
| No More Heroes                                 | 2008 | Wii                               |
| Harvest Moon: Magical Melody                   | 2008 | Wii                               |
| Bomberman Land Touch! 2                        | 2008 | Nintendo DS                       |
| Bomberman Story DS                             | 2007 | Nintendo DS                       |
| Honeycomb Beat                                 | 2007 | Nintendo DS                       |
| Luminous Arc                                   | 2007 | Nintendo DS                       |
| Valhalla Knights                               | 2007 | PlayStation Portable              |
| Super Swing Golf                               | 2007 | Wii                               |
| Harvest Moon: Innocent Life                    | 2007 | PlayStation Portable              |
| Harvest Moon DS                                | 2007 | Nintendo DS                       |
| Bubble Bobble Double Shot                      | 2007 | Nintendo DS                       |
| Rainbow Islands Evolution                      | 2007 | PlayStation Portable              |
| Bomberman Land Touch!                          | 2007 | Nintendo DS                       |
| Contact                                        | 2007 | Nintendo DS                       |
| New Zealand Story Revolution                   | 2007 | Nintendo DS                       |
| Ys Strategy                                    | 2006 | Nintendo DS                       |
| Space Invaders Evolution                       | 2006 | PlayStation Portable              |
| Pilot Academy                                  | 2006 | PlayStation Portable              |
| Bubble Bobble Evolution                        | 2006 | PlayStation Portable              |
| Swords of Destiny                              | 2006 | PlayStation 2                     |
| SBK: Snowboard Kids                            | 2006 | Nintendo DS                       |
| Lunar Genesis                                  | 2006 | Nintendo DS                       |
| Bubble Bobble Revolution                       | 2005 | Nintendo DS                       |
| Space Invaders Revolution                      | 2005 | Nintendo DS                       |